# Plata coloidal
La plata col·loidal és un col·loide que consisteix en partícules de plata carregades elèctricament, amb una mida d'entre 1 i 10 nm de diàmetre. L'estabilització en presentacions comercials s'ha fet amb albúmina i grenetina vegetal, tot i que actualment s'utilitzen altres compostos per estabilitzar el col·loide. Tot i que no existeix evidència que la plata col·loidal sigui efectiva com a tractament mèdic o que el seu consum serveixi per prevenir alguna malaltia i que el seu ús és arriscat, aquesta és comercialitzada com un suposat tractament per a diverses afeccions mèdiques.

## Història
Les formulacions que contenen sals de plata van ser utilitzades pels metges a principis del segle xx, però el seu ús es va interrompre en gran manera a la dècada de 1940 després del desenvolupament dels antibiòtics moderns.
Abans de la introducció dels antibiòtics moderns, la plata col·loïdal s'usava com a germicida i desinfectant. Amb el desenvolupament dels antibiòtics moderns a la dècada de 1940, va disminuir l'ús de plata com a agent antimicrobià. La sulfadiazina de plata (SSD) és un compost que conté plata combinada amb l'antibiòtic sulfadiazina sòdica, que es va desenvolupar el 1968.
Des d'aproximadament 1990, hi ha hagut un ressorgiment de la promoció de la plata col·loidal com a suplement dietètic, comercialitzat amb afirmacions sense sosteniment que és un suplement mineral essencial, o que pot prevenir o tractar nombroses malalties, com el càncer, la diabetis, artritis, VIH / SIDA, herpes i tuberculosi. No hi ha evidència mèdica que doni suport a l'eficàcia de la plata col·loidal com a tractament per a cap d'aquestes condicions.
A Mèxic, la plata col·loidal es va fer servir com a bactericida a partir del brot de còlera el 1993. Hi ha diverses presentacions comercials, i s'utilitzen principalment com a desinfectants d'aigua, fruites i verdures. L'èxit en la seva acceptació per part de la població es deu a les seves propietats organolèptiques, ja que no presenta sabor, color ni olor, a més del fàcil maneig.

## Riscos i efectes adversos
Tot i que la toxicitat de la plata és baixa, el cos humà no té un ús biològic per a la plata i quan s'inhala, ingereix, injecta o aplica tòpicament, la plata s'acumula irreversiblement al cos, particularment a la pell. El seu ús crònic combinat amb l'exposició a la llum solar pot donar com a resultat una afecció desfigurant coneguda com a argíria en què la pell es torna blava o grisa blavosa. Recentment, s'ha informat que en variar l'estructura de les nanopartícules de plata és possible augmentar dràsticament l'excreció d'ions de plata i reduir-ne l'acumulació al cos.
L'argíria localitzada pot ocórrer com a resultat de l'ús tòpic de cremes i solucions que contenen plata, mentre que la ingestió, la inhalació o la injecció pot resultar en argíria generalitzada.
Un incident d'argíria va cridar l'atenció del públic el 2008, quan un home anomenat Paul Karason, la pell del qual es va posar blau a causa de l'ús prolongat de plata col·loidal durant més de 10 anys com a suposat tractament contra dermatitis, va aparèixer al programa "Today" de la NBC. El seu cas ha estat reprès per diversos mitjans periodístics en què se'l compara amb el personatge "Papà barrufet⁣".
Un altre exemple és el polític de Montana Stan Jones, el consum intencional del qual de plata col·loidal va ser una mesura autoprescrita que va prendre en resposta als seus temors infundats que el problema de l'any 2000 causés una escassetat d'antibiòtics, un esdeveniment que no va passar.
La plata col·loidal pot interactuar amb alguns medicaments receptats, reduint l'absorció d'alguns antibiòtics i la tiroxina, entre d'altres.
La plata col·loidal és considerada un xenobiòtic. A partir del seu ús com a desinfectant se n'ha estudiat l'efecte sobre les vies metabòliques de neutralització de tòxics i excreció, i se'n coneixen els efectes antigènics, així com que actua com un disruptor hormonal, de manera semblant a substàncies com el bisfenol A.
Algunes persones són al·lèrgiques a la plata i l'ús de tractaments i dispositius mèdics que contenen plata està contraindicat per a aquestes persones.

## Efectivitat
Els productes de medicina alternativa que contenen plata col·loidal no són segurs ni eficaços.
La plata no és un mineral essencial per a l'ésser humà; no hi ha un requeriment dietètic de plata i, per tant, no hi ha tal cosa com una "deficiència" de plata.
No hi ha evidència que la plata col·loidal sigui efectiva com a tractament mèdic o que el seu consum serveixi per prevenir alguna condició mèdica o malaltia, i, en canvi, el seu consum pot causar efectes secundaris greus i potencialment irreversibles com l'⁣argèria.
El 2002, l'Administració de Productes Terapèutics d'⁣Austràlia (TGA) va determinar que no existien usos mèdics legítims per a la plata col·loidal ni proves que recolzessin les afirmacions publicitàries dels qui el comercialitzen.
El Centre Nacional de Salut Complementària i Integrativa dels EUA. (NCCIH) adverteix que les afirmacions publicitàries sobre la plata col·loidal no tenen suport científic, que el contingut de plata dels suplements comercialitzats varia àmpliament i que els productes de plata col·loidal poden tenir efectes secundaris greus com l'argíria.
El 2009, la USFDA va emetre una advertència d'"Avís al consumidor" sobre els possibles efectes adversos de la plata col·loidal, i va dir que "... no existeixen medicaments amb recepta o de venda lliure (OTC) comercialitzats legalment que continguin plata que siguin consumits de forma oral."
Quackwatch afirma que no s'ha trobat que els suplements dietètics de plata col·loidal siguin segurs ni efectius per al tractament de cap afecció.
Consumer Reports enumera la plata col·loidal com un "suplement a evitar" i la descriu com a "probablement insegura".
Los Angeles Times va declarar que "la plata col·loidal com a panacea és un frau amb una llarga història, amb xarlatans que afirmen que podria curar el càncer, la SIDA, la tuberculosi, la diabetis i moltes altres malalties".
El Centre Nacional de Medicina Complementària i Alternativa (NCCAM) assegura que no hi ha estudis que demostrin l'efectivitat o utilitat de la plata col·loidal, tal com asseguren els que la comercialitzen, té per a la salut.
La Clínica Mayo afirma que no hi ha, cap estudi que demostri que aquesta substància té algun benefici per a la salut.
S'ha trobat que la injecció intraperitoneal de nanopartícules de plata té efectivitat com a antiinflamatori a postoperatori en cirurgia abdominal, però les nanopartícules van ser obtingudes per mitjà de l'electrolític amb què s'obtenen les preparacions que s'ofereixen com a panacea, i no es van administrar per via oral.

## Aspectes legals
Depenent de la demarcació, pot ser il·legal comercialitzar la plata col·loidal per prevenir o tractar el càncer, i en algunes jurisdiccions és totalment il·legal vendre plata col·loidal per al consum humà.
El 2015, un home al Regne Unit va ser processat i declarat culpable en virtut de la Llei contra el càncer de 1939 per vendre plata col·loidal afirmant que podria tractar el càncer.
L'agost del 1999, la FDA dels EUA va prohibir als venedors de plata col·loidal afirmar qualsevol valor terapèutic o preventiu del producte. No obstant això, a causa dels estàndards reguladors més flexibles que s'apliquen als suplements, els productes que contenen plata continuen promovent-se com a suplements dietètics als EUA.
La FDA ha emès nombroses cartes d'advertència a llocs d'Internet que han seguit promocionant la plata col·loidal com a antibiòtic o per a altres finalitats mèdiques. No obstant això, malgrat els esforços de la FDA, els productes de plata segueixen estant àmpliament disponibles al mercat avui. Una revisió de llocs web que promocionen aerosols nasals que contenen plata col·loidal va suggerir que la informació sobre els aerosols nasals que contenen plata a Internet és enganyosa i inexacta. La plata col·loidal també es ven en alguns cosmètics tòpics, així com en algunes pastes dentals, que estan regulades per la FDA com a cosmètics (diferents dels ingredients de medicaments que fan afirmacions mèdiques).

### Productes fraudulents comercialitzats durant el brot de COVID-19
L'Administració d'Aliments i Medicaments dels EUA ha emès cartes d'advertiment a empreses, inclosos els comercialitzadors de plata col·loidal, per vendre productes amb afirmacions falses i enganyoses per prevenir, tractar, mitigar, diagnosticar o curar el COVID-19.
El 2020, el televangelista i estafador convicte Jim Bakker va ser demandat pel fiscal general de Missouri per comercialitzar productes de plata col·loidal i fer afirmacions falses sobre la seva efectivitat contra COVID-19. El fiscal general de Nova York va enviar una ordre de cessament i desisteixi Bakker i altres sobre les seves accions relacionades amb vendre productes no provats, la qual cosa va comparar amb vendre "oli de serp⁣", i l'Administració d'Aliments i Medicaments també va advertir Bakker sobre les seves accions.
L'oficina del fiscal general de Nova York també va advertir el controvertit presentador de programes web, podcaster i teòric conspiratiu, Alex Jones que deixés de comercialitzar els seus productes amb infusió de plata col·loidal (pasta de dents, col·lutori bucal, suplements dietètics, etc.) perquè feia afirmacions no comprovades de la seva capacitat per protegir contra el COVID-19.